# Hearteater
«Hearteater» (стилизовано как HEARTEATER; с англ. — «Сердцеедка») — песня американского рэпера XXXTentacion, выпущенная в качестве второго сингла с его четвёртого (второго посмертного) студийного альбома Bad Vibes Forever.

## Предыстория
18 марта 2018 года, через два дня после выхода его второго студийного альбома ?, XXXTentacion попросил своих поклонников, чтобы они подписались на страницу благотворительного фонда Майами в Instagram, набрав 30.000 подписчиков. Взамен он пообещал выпустить песню, которая не вошла в окончательный трек-лист альбома. Он выпустил песню на Soundcloud 20 марта.

## Обложка
На обложке находится бывшая девушка XXXTentacion Женева Аяла, которая обвиняла его в домашнем насилии в 2016 году, с кровавым ртом, держащей в руке сердце.
На оригинальной обложке на SoundCloud находится XXXTentacion во время крауд-сёрфинга на концерте.

## Релиз и продвижение
XXXTentacion умер в июне 2018 года. Во время интервью в августе 2019 года его менеджер Соломон Собанде рассказал, что песня будет включена в четвёртый студийный альбом XXXTentacion Bad Vibes Forever, Vol. 1. Песня была выпущена в качестве второго сингла с альбома 22 октября.

### Музыкальное видео
Тизер песни был выпущен за несколько дней до релиза сингла, в котором был чёрно-белый фрагмент видео с бывшей девушкой Экса, Женевой Аяла, которая обвиняла Экса в домашнем насилии в 2016 году, и которая изображена на обложке. Тизер начинается с голосовой заметки, датированной апрелем 2018 года (за два месяца до смерти XXXTentacion), в которой XXXTentacion объясняет, почему он хотел видеть её в клипе.
Музыкальное видео было выпущено 25 октября 2019 года, в нём Аяла в лесу людоедски измельчает плоть другого человека, предположительно XXXTentacion. Затем Айала показывается обнаженной, залитой кровью, после чего уходит.

## Чарты
| Чарт (2019)                       | Высшая позиция |
| --------------------------------- | -------------- |
| Новая Зеландия Hot Singles (RMNZ) | 36             |